# Piyanath Chanrum
Piyanath Chanrum (thailändisch ปิยะณัฐ ชาญรัมย์; * 6. Juni 1991 in Buriram), auch als M bekannt, ist ein thailändischer Fußballspieler.

## Karriere
Piyanath Chanrum stand bis Ende 2014 beim Drittligisten Nakhon Si Heritage FC unter Vertrag. Mit dem Verein aus Nakhon Si Thammarat spielte er in der Southern Region der Liga. Im Januar 2015 wechselte er nach Samut Sakhon zu dem in der Central/Western Region spielenden Samut Sakhon FC. Ayutthaya United FC, ein Zweitligist aus Ayutthaya nahm ihn Mitte Juni 2017 unter Vertrag. Hier stand er zwei Spielzeiten unter Vertrag. Im Juni 2019 ging er wieder in die dritte Liga. Hier schloss er sich in Pathum Thani den in der Lower Region spielenden North Bangkok University FC an. Die Saison 2020/21 spielte er mit dem Angthong FC in der Western Region der dritten Liga. Der Zweitligaabsteiger Sisaket FC aus Sisakt nahm ihn zu Beginn der Saison 2021/22 unter Vertrag. Mit dem Verein spielte er 24-mal in der North/Eastern Region der Liga. Am Ende der Saison wurde man Vizemeister der Region. In den Aufstiegsspielen zur zweiten Liga konnte man sich jedoch nicht durchsetzen. Nach einer Spielzeit wechselte er im Sommer 2022 zu dem in der North/Eastern Region spielenden Mahasarakham SBT FC. Mit dem Verein aus Maha Sarakham feierte er am Saisonende die Meisterschaft der Region. Auch hier konnte er sich mit dem Verein in den Aufstiegsspielen zur zweiten Liga nicht durchsetzen. Nach einem Jahr wechselte er im Sommer 2023 zum ebenfalls in der North/Eastern Region spielenden Sisaket United FC. Mit dem Verein feierte er am Saisonende die Meisterschaft der Region sowie den anschließenden Aufstieg in die zweite Liga. Nach dem Aufstieg wurde sein Vertrag um ein Jahr verlängert.

## Erfolge
Mahasarakham FC
- Thai League 3 – North/East: 2022/23

Sisaket United FC
- Thai League 3 – North/East: 2023/24  ▲